# Relámpago Hernández
José Manuel Guzmán Marte, más conocido como Relámpago Hernández (13 de julio de 1951 - 12 de julio de 2011) fue un luchador profesional dominicano, reconocido como el luchador rudo más famoso de la historia de la lucha libre en su país. Durante la mayor parte de su carrera, fungió como líder de la "cuadra ruda" y fue el rival principal de Jack Veneno (Rafael Antonio Sánchez) en su promoción de "Lucha Libre Internacional".
Relámpago Hernández llegó a tener un club de Admiradores llamado MACUARÉ (Movimiento de Amigos de la Cuadra de Relámpago) creado por su gran Admirador Leonel Meregildo (El Profesor) y su hermano Felipe Meregildo.

## Inicios en la lucha libre
José Manuel Guzmán abandonó los estudios de Ingeniería Electromecánica en la Universidad Autónoma de Santo Domingo para dedicarse a la lucha libre. Empezó su carrera como un enmascarado, en un programa llamado "La Arena Dominicana" transmitido por el canal 7 de Rahintel. En su debut se enfrentó a un luchador llamado "La Bestia", quien rápidamente empezó a dominar el encuentro. Mientras el novato Guzmán recibía castigo constante de su rival, el árbitro le preguntó su nombre, para informárselo al comentarista del combate, y él le respondió "Relámpago Guzmán". Entre el ruido y los golpes, el réferi le volvió a preguntar el nombre, y nuevamente respondió "Relámpago Guzmán". De todos modos el árbitro entendió mal, y le avisó al narrador que el luchador novato se llamaba "Relámpago Hernández". Este error se quedaría como su nombre en el ring por toda su carrera.

## Carrera como rudo
Relámpago entró en la etapa más importante de su carrera al integrarse a la empresa Dominicana de Espectáculos, donde se convirtió en el líder de la cuadra de los luchadores rudos, y el rival más temible y popular de Jack Veneno desde finales de la década de los 70 en las carteleras celebradas en el parque Eugenio María de Hostos y en los estudios de Color Visión. Relámpago se caracterizaba por su verbo encendido y apasionado en las promos, y por sus numerosos trucos y trampas para salirse con la suya contra los miembros de la "cuadra técnica" de Jack Veneno. Para lograr la victoria, Relámpago recurría a golpes bajos, manoplas, botas preparadas, sillas, piquetes a los ojos, amarres a las cuerdas, sacar del ring a los rudos cuando iban perdiendo, y todo tipo de artimañas. También se le conocía como "La Gallina" pues solía salir huyendo cuando aparecía Jack Veneno al rescate de sus luchadores técnicos. Durante el primer combate de Jack Veneno contra Ric Flair en Santo Domingo, Relámpago entró al ring vestido de Santa Claus y provocó la suspensión de la pelea cuando parecía que Veneno iba a alzarse con la victoria. En otra ocasión llegó a fingir su retiro, para poco tiempo después regresar de incógnito como un luchador enmascarado llamado "El Gallo Tapao". Relámpago llegó a luchar en parejas con destacados rudos, como el ecuatoriano Hugo Savinovich (en la pareja llamada "Los Desalmados") y el dominicano Vampiro Cao. En su papel de rudo, Relámpago conquistó por igual simpatías y odios, y aunque su rivalidad con Veneno normalmente no llegaba a trascender la ficción del espectáculo, en ocasiones se generaron tensiones que desembocaron en intrigas y amenazas personales entre ambos luchadores.
En 1990, Relámpago pasó a formar parte del proyecto "Estrellas de la Lucha Libre" (transmitido por Radiotelevisión Dominicana) y también figuró en "Los Ases del Ring" (transmitido por Teleantillas). Estos programas le hicieron competencia a la "Lucha Libre Internacional" de Jack Veneno. Con la entrada de los años 90 la lucha libre dominicana sufrió una pérdida de popularidad, ante el éxito de las transmisiones de la WWE a través del Canal 6. Mientras tanto, Relámpago se unió a la Dominican Wrestling Alliance (DWA) que efectuaba sus carteleras en el Club Los Cachorros de Cristo Rey a finales de los años 90. Luego Relámpago intentó un proyecto llamado "El Renacer de la Lucha", que no tuvo éxito. También participó como invitado en el evento "Luchamanía #1" en Santo Domingo, organizado en julio de 2007.

## Retiro y ministerio religioso
Después de varios problemas con las autoridades dominicanas y encarcelamientos por posesión de drogas, Relámpago tuvo un acercamiento a la fe católica, llegando a convertirse en diácono de la parroquia "Nuestra Señora de Guadalupe" situada en Las Caobas (Santo Domingo Oeste). Al momento de su muerte, estudiaba el segundo año de Teología en la Universidad Católica de Santo Domingo.
En sus últimos días, Relámpago apareció en el documental sobre su luchador rival "Jack; La historia de Jack Veneno". Esta fue la única vez que "rompió Kayfabe" y discutió las situaciones de la vida real consigo mismo y con los otros luchadores. La película se puede ver en Facebook: . Relámpago comenzó su entrevista diciendo que quería saludar a su familia en Nueva York para hacerles saber que estaba bien y los amaba.

## Muerte
Relámpago Hernández falleció víctima de un paro cardíaco, el 12 de julio de 2011. Relámpago sufría de afecciones renales y cardíacas, y al momento de su deceso se hallaba interno en el Centro de Diagnóstico, Medicina Avanzada, Conferencias Médicas y Telemedicina (CEDIMAT) de Santo Domingo.

## En el Cine
En el año 2018 se estrena «Veneno Episodio 1: El relampago de Jack» película dirigida por Tabaré Blanchard basada en la época de oro del entretenimiento dominicano específicamente la lucha libre en donde Relámpago Hernández es interpretado por el actor Pepe Sierra el cual deberion pintar su cuerpo cada día por tener un color de piel distinto al mítico luchador.

## Datos en la Lucha Libre
- Movimientos finales

- Enterrón de Cabeza (Piledriver)